# Лешек Дрогош
Лешек Мельхіор Дрогош (пол. Leszek Melchior Drogosz; 6 січня 1933 — 6 вересня 2012) — польський боксер та актор, триразовий чемпіон Європи (1953, 1955, 1959), бронзовий призер Олімпійських ігор (1960).

## Біографія
Народився 6 січня 1933 року в місті Кельці (нині Свентокшиське воєводство, Польща.
Вісім разів ставав чемпіоном Польщі (1953, 1954, 1955, 1958, 1960, 1961, 1964, 1967). Тричі (у 1953, 1955 та 1959 роках) перемагав на чемпіонатах Європи з боксу.
Учасник трьох літніх Олімпійських ігор (1952, 1956, 1960 років). На літніх Олімпійських іграх 1960 року в Римі (Італія) дістався півфіналу, де поступився радянському боксерові Юрію Радоняку й отримав бронзову олімпійську медаль.
По закінченні кар'єри боксера знімався у кіно. Вперше з'явився на екрані в 1967 році, у фільмі «Боксер».
Помер 6 вересня 2012 року в рідному місті Кельцях.

## Нагороди
Нагороджений офіцерським і лицарським хрестами ордена Відродження Польщі та Золотим хрестом Заслуг.

## Фільмографія
- 1967 — Боксер | Bokser (Польща) — Яцек Вальчак, боксер;
- 1969 — Дорожні знаки | Znaki na drodze (Польща) — Стефан Яксонек;
- 1969 — Полювання на мух | Polowanie na muchy (Польща) — міліціонер;
- 1970 — Мертва хвиля | Martwa fala (Польща) — Кароль, радіотелеграфіст;
- 1970 — Пейзаж після битви | Krajobraz po bitwie (Польща) — Толек;
- 1972 — Діаманти пані Зузи | Brylanty pani Zuzy (Польща) — зв'язний з Каїру;
- 1977 — Сам на сам | Sam na sam (Польща) — міліціонер;
- 1985 — Сам серед своїх | Sam pośród swoich (Польща) — Януш Доляк, боксер;
- 2007 — Два боки медалі | Dwie strony medalu (Польща) — грає самого себе;
- 2009 — Моє тіло, моя кров | My Flesh My Blood | Moja krew (Нідерланди, Польща, Швейцарія) — боксер.